# Bactrodesmium linderi
Bactrodesmium linderi är en svampart som först beskrevs av J.L. Crane & Shearer, och fick sitt nu gällande namn av M.E. Palm & E.L. Stewart 1982. Bactrodesmium linderi ingår i släktet Bactrodesmium, klassen Dothideomycetes, divisionen sporsäcksvampar och riket svampar.   Inga underarter finns listade i Catalogue of Life.